# Verhaltenskodex für ein syrisches Zusammenleben

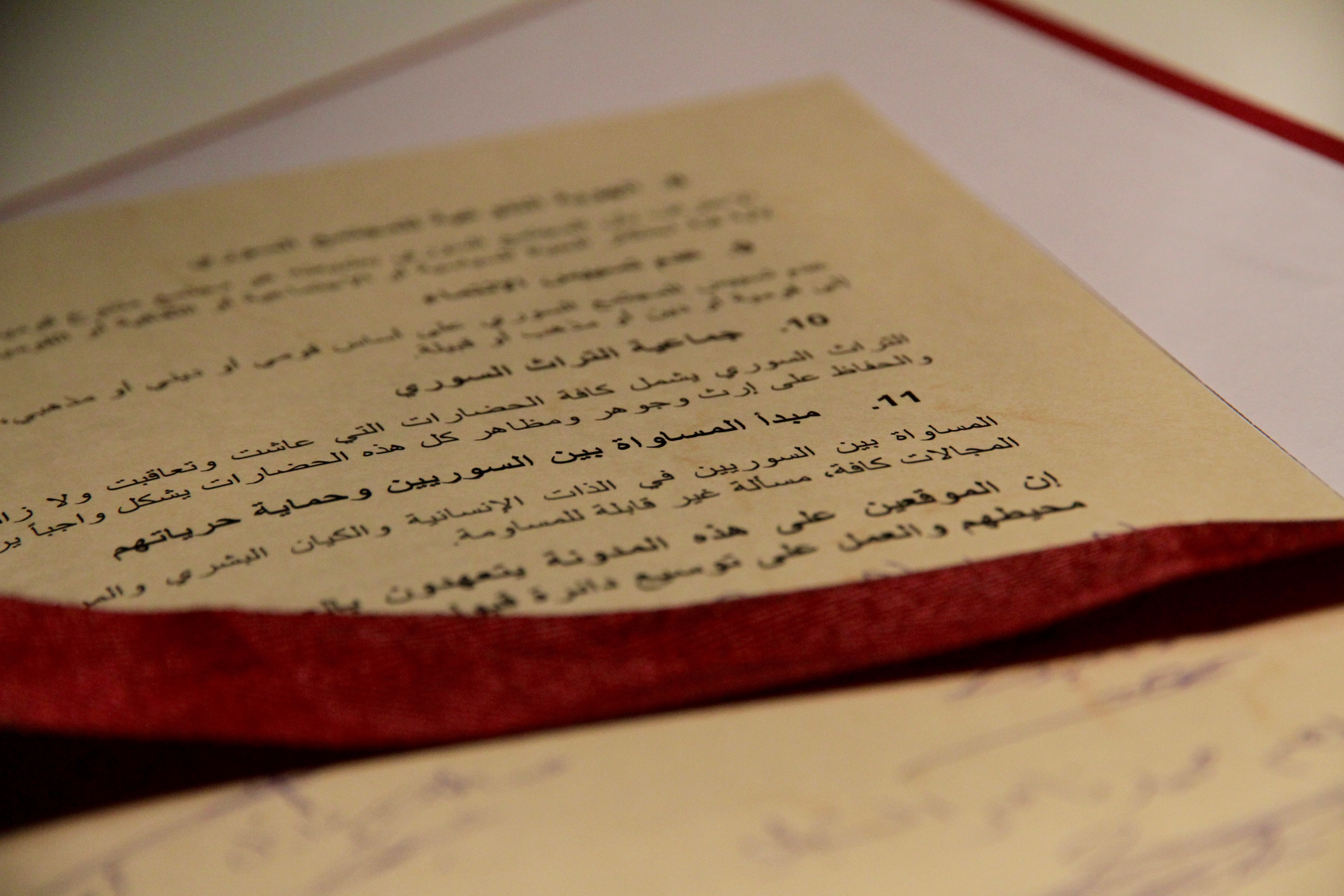
Der Verhaltenskodex für ein syrisches Zusammenleben.

Der Verhaltenskodex für ein syrisches Zusammenleben (arabisch مدونة سلوك لعيش سوري مشترك, DMG Mudawwanat Sulūk li-ʿAiš Sūrī Muštarak) ist eine Charta, die nach etwa einjährigen Geheimverhandlungen im November 2017 unterzeichnet und Anfang 2018 der Öffentlichkeit zugänglich gemacht wurde. Die Charta besteht aus 11 Artikeln, die als Grundlagen eines Gesellschaftsvertrags für das Bürgerkriegsland Syrien dienen sollen. Ihre Unterzeichner sind Vertreter verschiedener syrischer Volksgruppen.

## Die 11 Artikel des Dokuments
I. Anerkennung der territorialen Integrität Syriens
II. Offenbarung und Anerkennung

Syriens Zustand und Zerfall muss anerkannt werden, ohne Übertreibung, falsche Höflichkeit oder Schönfärberei. Die Anerkennung der Wirklichkeit ist der erste Schritt einer Diskussion über die Gründe der Angst der verschiedenen Elemente der syrischen Gesellschaft.
III. Weder Sieger noch Besiegte

In der syrischen Gesellschaft gibt es weder Sieger noch Besiegte. Der qualvolle Krieg hat nur Verlierer hervorgebracht, namentlich das gesamte syrische Volk.
IV. Keine Seite ist unschuldig

Keine bewaffnete Konfliktpartei kann für sich in Anspruch nehmen, unschuldig zu sein. Alle Seiten müssen ihre Verantwortung anerkennen und ihre Taten gegen das syrische Volk eingestehen.
V. Rechenschaft, keine Rache

Um das Land neu aufzubauen, bedarf es der Rechenschaft für Gewalt und Grausamkeiten gegen die Bevölkerung. Dies ist nicht zu verwechseln mit Rache oder kollektiven Beschuldigungen. Rechenschaft ist individuell. Kein Mitglied einer Gemeinschaft soll für Taten beschuldigt oder verantwortlich gemacht werden, die von einem anderen Mitglied dieser Gemeinschaft begangen wurden.
VI. Reparatur des Schadens, Erstattung und Kompensation

Der durch die Syrer erlittene Schaden ist zu erheben; Was gestohlen wurde, ist zu erstatten, einschließlich der Häuser und Wohnungen, die seit 2011 genommen wurden. Die Ansprüche und Bedürfnisse der Syrer müssen berücksichtigt, ihre Rechte garantiert werden.
VII. Menschliches Leid, Gefangene, Häftlinge und Vermisste

Dies ist ein Bekenntnis zur Verpflichtung, das im Konflikt seit 2011 erlittene menschliche Leid zu untersuchen. Diese humanitären Belange betreffen Häftlinge, Gefangene, Vermisste und deren jeweilige Angehörige, ebenso die Verletzten und Versehrten. Auch Leid, welches vor 2011 erlitten und begangen wurde, sollte dabei Beachtung finden.
VIII. Die Diversität der syrischen Gesellschaft

Es ist anzuerkennen, dass die syrische eine kulturell, ethnisch, religiös, konfessionell und tribal vielfältige Gesellschaft ist. Keine Gruppe oder Gemeinschaft hat das Recht, die Macht auf sich allein zu vereinen oder das politische, soziale, kulturelle, ethnische, religiöse oder konfessionelle Geschehen im Land zu bestimmen.
IX. Wider die Politisierung der Herkunft

Das politische Leben in der syrischen Gesellschaft soll nicht entlang religiöser, ethnischer oder konfessioneller Gräben ausgerichtet sein. Die Gemeinschaften sollen kein Vorurteil gegenüber anderen Gemeinschaften oder Personen hegen und das Recht eines jeden Bürgers und einer jeden Bürgerin auf Identität und Zugehörigkeit zu einer Gemeinschaft, einem Stamm, einer Religions- oder Konfessionsgemeinschaft anerkennen, ohne dies zu politisieren.
X. Das gemeinsame kulturelle Erbe

Das kulturelle Erbe Syriens umfasst alle Kulturen und Zivilisationen, die heute in Syrien bestehen oder dereinst bestanden. Syrien muss danach streben, dieses Erbe zu erhalten und vor Zerstörung zu schützen, denn dies ist die Essenz seiner Zivilisation. Diese Pflicht ist untrennbar mit der syrischen nationalen Zugehörigkeit verbunden.
XI. Gleichberechtigung aller Syrer, Schutz ihrer Freiheit

Die Gleichheit und Gleichberechtigung aller Syrer soll gewahrt sein, vor einander ebenso wie vor Gesetz und Justiz.

## Geschichte
Nach Bekanntwerden der Initiative, u. a. durch die arabischsprachige Zeitung Asharq Al-Awsat berichteten zahlreiche internationale Medien über den Verhaltenskodex. Laut einem Bericht der Bild-Zeitung trafen sich die Gründungsmitglieder, darunter Vertreter der Alawiten und verschiedener sunnitischer Stämme und Gruppen u. a. in Berlin. Auf der Grundlage des Verhaltenskodex schlossen sich die Erstunterzeichner 2019 zu einem Rat der syrischen Charta zusammen, welcher sich die Umsetzung der 11 Artikel zur Aufgabe gemacht hat.